# Ragnar Rump
Ragnar Rump, född den 12 september 1991, är en estländsk fotbolls-, futsal- och strandfotbollsspelare.
Han är 2023 aktiv i Estlands strandfotbollslandslag.
Rump har spelat en säsong i Meistriliiga, 2014 för Tallinna Kalev. Han spelade då som försvarare. I 20-årsåldern höll sig Rump dock huvudsakligen till futsal och har spelat för det estländska futsallandslaget.